# قطرس أسود الرجلين
قطرس أسود الرجلين (الاسم العلمي: Phoebastria nigripes) هو نوع من فصيلة قطرس.